# Bökenbergs glasbruk
Bökenbergs glasbruk var ett glasbruk beläget på Germundslycke ägor i Halltorps socken, Kalmar län, verksamt 1623–1643.
Bruket anlades av Johan Glauwe och Abraham Tungelow med stöd av Carl Carlsson Gyllenhielm. Mycket lite är känt om produktionen. Glasrester har påträffats både vid Germundslycke och vid Prästlycke några kilometer söderut vilket möjligen kan tyda på att produktionen tidvis skett där. Privilegierna för glasbruket drogs in 1643 efter omfattande konflikter och rättegångar mellan Glauwe och landshövdingen Conrad Falkenberg. Falkenberg menade att Glauwe inte uppfyllt kraven för sina privilegier och att glaset vid bruket var av för dålig kvalitet. Glauwe å sin sida ansåg sig ha motarbetats av landshövdingen som till och med låtit arrestera honom och misshandla honom med en käpp under ett kyrkbesök.